# 加藤直矢
加藤 直矢（かとう なおや、1849年2月17日（嘉永2年1月25日） - 1892年（明治25年）2月13日）は、日本の治水家。鶴岡家中新町（現・鶴岡市）出身。

## 経歴
- 1849年（嘉永2年）1月25日 - 庄内藩近習頭取・戸田摠蔵の次男として鶴岡家中新町（現・鶴岡市）に生れる。
- 加藤寿平の婿養子となる。
- 1868年（明治元年） - 戊辰戦争に出陣
- 1872年（明治5年） - 松ケ岡開墾に参加
- 1885年（明治18年） - 赤川の改修工事で工事監督となる。
- 1889年（明治22年） - 同工事が完了する。
- 1891年（明治24年）6月22日 - 同工事の竣工式が行われ、功績により賞を受ける。
- 1892年（明治25年）2月13日 - 自刃する。享年44、鶴岡市の本住寺に墓がある。

没後
- 1893年（明治26年）2月 - 鶴岡市大宝寺松原の水神社の境内に彰徳碑が建立される。

## 親族
- 父 ： 戸田摠蔵 - 庄内藩近習頭取
- 養父 ： 加藤寿平 - 旧熊本藩主加藤忠広の遺臣。
- 兄 ： 松本十郎 - 開拓大判官
- 甥 ： 松本小太郎
- 大甥 ： 松本毅 - 海軍少将

## 参考資料
- 『庄内人名辞典』 大瀬欽哉（代表編者） 致道博物館内「庄内人名辞典刊行会」（発行） 1986年（昭和61年）